# Viitasaari (ö i Birkaland, Nordvästra Birkaland, lat 62,05, long 22,92)
Viitasaari är en ö i Finland. Den ligger i sjön Vuorijärvi och i kommunen Parkano i den ekonomiska regionen  Nordvästra Birkalands ekonomiska region  och landskapet Birkaland, i den sydvästra delen av landet, 230 km nordväst om huvudstaden Helsingfors. Öns area är 1,9 hektar och dess största längd är 240 meter i nord-sydlig riktning.